# Sika (Rõuge)
Sika – wieś w Estonii, w prowincji Võru, w gminie Rõuge.